# Spice Girls Live at Wembley Stadium
Spice Girls Live at Wembley Stadium este un DVD al cărui conținut este unul dintre concertele de la turneul de promovare al albumului Spiceworld.